# کنترل خوردگی در صنایع
کنترل خوردگی در صنایع کتابی از سیدمحمد سیدرضی است که در سال ۱۳۷۸–۱۳۷۵ منتشر و در مراسم کتاب سال جمهوری اسلامی ایران به‌عنوان کتاب برگزیده معرفی شد.